# Автомедонт
Автомедонт, также Автомедон (др.-греч. Αὐτομέδων) — персонаж древнегреческой мифологии и действующее лицо «Илиады» Гомера, участник Троянской войны, возничий и один из наиболее преданных друзей Ахилла. После смерти Ахилла служил возничим у его сына Неоптолема. Имя Автомедонта стало нарицательным как символ искусного возницы ещё в античную эпоху.

## Мифы
Античные авторы называют имя отца Автомедонта — Диор и его родину — остров Скирос в архипелаге Северные Спорады. Автомедонт принял участие в походе на Трою вместе с другими ахейцами, причём, по данным Гая Юлия Гигина, привёл с собой десять кораблей.
Автомедонт упоминается в «Илиаде» Гомера как возничий колесницы Ахилла, управлявший его конями Балием и Ксанфом. Он повёз на поле битвы Патрокла, облачённого в доспехи Ахилла, а после смерти Патрокла от руки Гектора сумел вывезти колесницу с поля боя. После этого сражения кони, которых Гомер наделяет человеческими чувствами, загрустили и отказывались повиноваться. Только слова Зевса заставили их вновь подчиниться Автомедонту. В «Илиаде» так описывается мастерство Автомедонта:
Он на конях налетал, как на стаю гусиную коршун.

Быстро и вспять убегал от свирепости толпищ троянских,

Быстро скакал и вперёд, обращающий толпища в бегство.

Но, в погоню бросаяся, он не сражал сопротивных;

Не было средства ему, одному в колеснице священной,

Вдруг и копье устремлять, и коней укрощать быстролетных.
Видевший это ахейский воин по имени Алкимедон стал на время возничим в колеснице Автомедонта, чтобы тот имел возможность сражаться. Знаменитых коней увидели троянские герои. На Автомедонта с разных сторон понеслись Гектор, Эней, Хромий и Арет с целью завладеть колесницей. Первым оказался Арет, которого Автомедонт сразил секирой. Гектор метнул в него копьё, но промахнулся. В это время на помощь Автомедонту пришли Аякс Теламонид с Аяксом Оилидом, и троянцы отступили. Автомедонт снял доспехи с Арета со словами «Ах, наконец хоть несколько я о Патрокловой смерти горесть от сердца отвел, хотя и слабейшего свергнув!».
В других песнях «Илиады» описывается, как Автомедонт прислуживает Ахиллу. После смерти Патрокла Ахилл считал Автомедонта своим лучшим другом.
Автомедонт играет важную роль в версии мифа, изложенной Диктисом Критским. Ахилл, влюбившийся в дочь троянского царя Приама Поликсену, которую он увидел во время перемирия в храме Аполлона Фимбрейского, направил своего возничего в Трою в качестве свата. Автомедонт связался с братом царевны Гектором, но тот поставил перед Ахиллом тяжёлые условия, требовавшие измены. Видя нерешительность и переживания Ахилла, Автомедонт рассказал о случившемся его друзьям Патроклу и Аяксу. Они в свою очередь убедили Ахилла оставить мысли о Поликсене, так как вскоре, по их словам, он получит царевну по взятии Трои без позора и со славой.
После гибели Ахилла Автомедонт служил его сыну Неоптолему; Вергилий называет его в числе участников взятия Трои и схватки за дворец Приама. О смерти Автомедонта сохранившиеся источники ничего не сообщают. Известно только, что, по данным Аристотеля, возничий был похоронен в Троаде.

## В искусстве и науке
В литературе имя Автомедонта стало нарицательным как символ искусного возницы ещё в античную эпоху: его упоминают Марк Туллий Цицерон, Публий Овидий Назон, Децим Юний Ювенал, Децим Магн Авсоний. В романе А. С. Пушкина «Евгений Онегин» слово «Автомедон» употребляется в ироничном смысле:
Автомедоны наши бойки,

Неутомимы наши тройки,

И вёрсты, теша праздный взор,

В глазах мелькают как забор
В античном изобразительном искусстве Автомедонт — второстепенный персонаж, который встречается в различных мифологических композициях в вазописи. В Новое время получила известность картина «Автомедонт с лошадьми Ахилла» Анри Реньо 1868 года благодаря натурализму, с которым художник изобразил непокорных коней.
Именем Автомедонта назван астероид Юпитера, открытый американским астрономом Эдвардом Боуэллом в обсерватории Андерсон-Меса в 1981 году.